# Bechermacherstraße 2 (Stralsund)

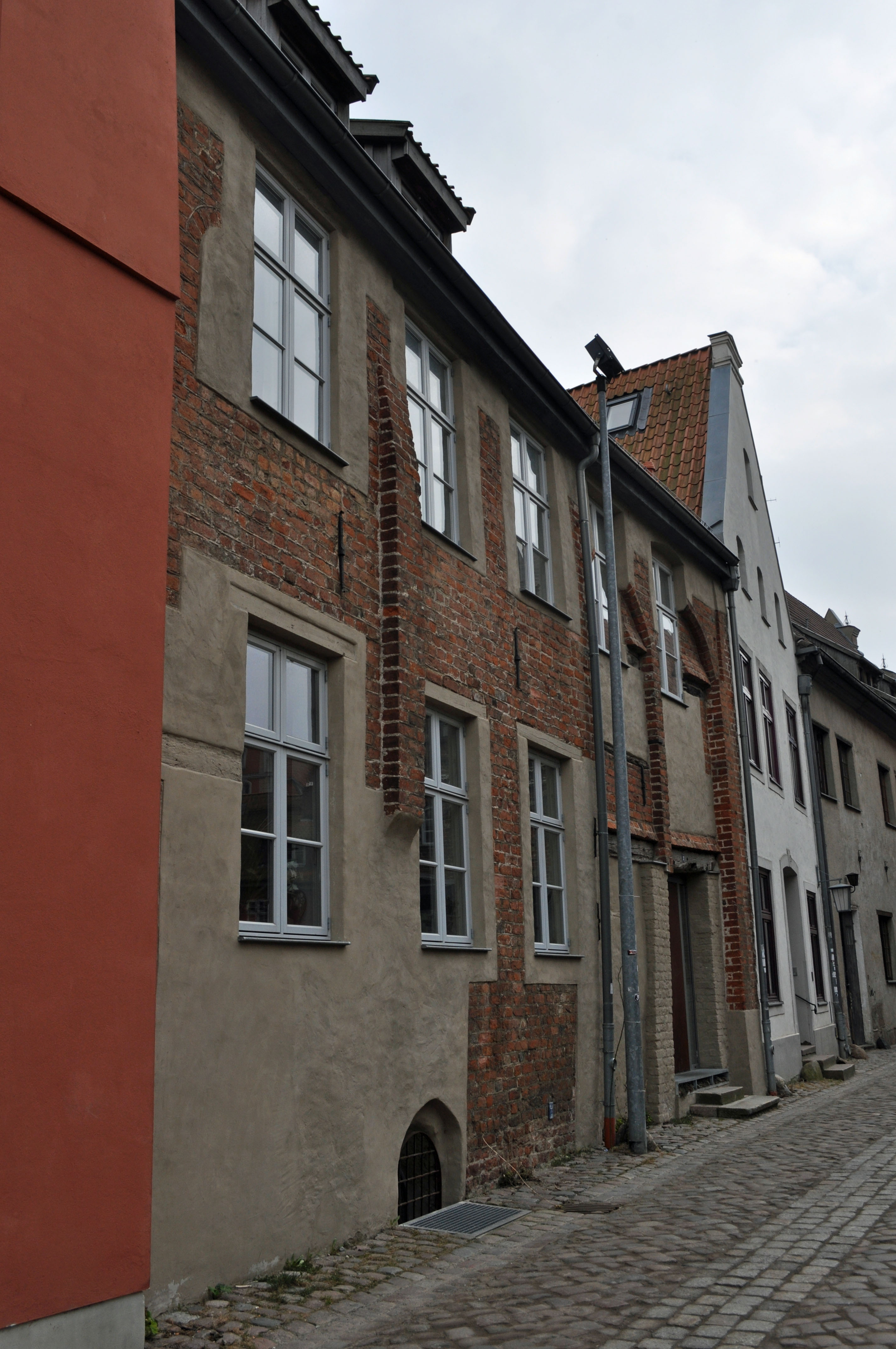
Das Haus Bechermacherstraße 2 in Stralsund (2012)

Das Gebäude mit der postalischen Adresse Bechermacherstraße 2 ist ein denkmalgeschütztes Bauwerk in der Bechermacherstraße in Stralsund.
Der zweigeschossige traufständige Bau ist im Kern mittelalterlich.
Das als typische mittelalterliche Handwerkerbude geltende Gebäude gehörte bis nach 1945 zum Haus Semlower Straße 9, dessen Kemladen es war. Bis in die 1990er Jahre beherbergte es ein Schuhmachergeschäft.
Die ursprüngliche Fassadengliederung ist seit einer Sanierung im Jahr 1976, bei der das gotische Mauerwerk teilweise freigelegt wurde, in ihren Resten ersichtlich.
Das Haus liegt im Kerngebiet des von der UNESCO als Weltkulturerbe anerkannten Stadtgebietes des Kulturgutes „Historische Altstädte Stralsund und Wismar“. In die Liste der Baudenkmale in Stralsund ist es mit der Nummer 97 eingetragen.